# Тейлорс-Фолс
Тейлорс-Фолс (англ. Taylors Falls) — місто (англ. city) в США, в окрузі Чисаго штату Міннесота. Населення — 1055 осіб (2020).

## Географія
Тейлорс-Фолс розташований за координатами 45°24′21″ пн. ш. 92°40′24″ зх. д. / 45.40583° пн. ш. 92.67333° зх. д. (45.405798, -92.673372).  За даними Бюро перепису населення США в 2010 році місто мало площу 11,37 км², з яких 10,61 км² — суходіл та 0,76 км² — водойми.

## Демографія
Згідно з переписом 2010 року, у місті мешкало 976 осіб у 413 домогосподарствах у складі 261 родини. Густота населення становила 86 осіб/км².  Було 457 помешкань (40/км²).
Расовий склад населення:
| - 94,4 % — білих - 2,5 % — азіатів - 0,7 % — корінних американців - 0,6 % — чорних або афроамериканців |

До двох чи більше рас належало 1,4 %. Частка іспаномовних становила 0,5 % від усіх жителів.
За віковим діапазоном населення розподілялося таким чином: 23,7 % — особи молодші 18 років, 60,2 % — особи у віці 18—64 років, 16,1 % — особи у віці 65 років та старші. Медіана віку мешканця становила 41,7 року. На 100 осіб жіночої статі у місті припадало 94,4 чоловіків;  на 100 жінок у віці від 18 років та старших — 92,5 чоловіків також старших 18 років.
Середній дохід на одне домашнє господарство  становив 62 042 долари США (медіана — 54 750), а середній дохід на одну сім'ю — 70 270 доларів (медіана — 57 250). Медіана доходів становила 51 250 доларів для чоловіків та 38 750 доларів для жінок. За межею бідності перебувало 7,2 % осіб, у тому числі 4,7 % дітей у віці до 18 років та 4,5 % осіб у віці 65 років та старших.
Цивільне працевлаштоване населення становило 500 осіб. Основні галузі зайнятості: освіта, охорона здоров'я та соціальна допомога — 28,6 %, роздрібна торгівля — 16,8 %, виробництво — 13,4 %.

## посилання
- Офіційний web-сайт міста
- Taylors Falls Chamber of Commerce